# آب‌انبار حاجی رضا
آب‌انبار حاجی رضا مربوط به دوره پهلوی اول است و در شهرستان میبد، بخش مرکزی، روستای حسن‌آباد واقع شده و این اثر در تاریخ ۲۴ اسفند ۱۳۸۳ با شمارهٔ ثبت ۱۱۶۳۵ به‌عنوان یکی از آثار ملی ایران به ثبت رسیده است.